# Star Sounds Orchestra
Star Sounds Orchestra (ook wel Star Sound Orchestra of SSO) was het duo Steve Schroyder en Jens Zygar.
- Steve Schroyder speelde ooit eens synthesizer in Tangerine Dream met nogal ambientachtige muziek; de eerste drie albums lijken daarop. Album 4 en 5 bevatten het tegenovergestelde: psychedelic trance.
- Zygar heeft lange tijd in Liberia gewoond; hij verzorgde de ritmen.

## Discografie
De muziek verscheen op allerlei zeer kleine platenlabels en was niet overal verkrijgbaar:
- 1991: Planets (Fønix Musik)
- 1991: Planets (Fønix Musik)
- 1992: Phantastische Phänomene (4U Records)
- 1992: Kosmophonon (CMS Music GmbH)
- 1995: Inter Planetary Ambience (Dubbel-CD; Live in London) (i.t.p. recordings)
- 1997: Psy*Force (Spirit Zone Records; heruitgave (Planetware Records, 2006)
- 1999: OOZ (Spirit Zone Records; heruitgave Planetware Records, 2007)
- 2004: Music For Qigong Dancing (Yellow Sunshine Explosion Recordings)
- 2006: Let’s Mozart (Planetware Records)
- 2007: Ricochet Gathering (Ricochet Dream)
- 2014: Venus Transit (Planetware Records)